# Gatumbaïta
La gatumbaïta és un mineral de la classe dels fosfats.

## Característiques
La gatumbaïta és un fosfat de fórmula química CaAl₂(PO₄)₂(OH)₂·H₂O. Va ser aprovada com a espècie vàlida per l'Associació Mineralògica Internacional l'any 1976. Cristal·litza en el sistema monoclínic. La seva duresa a l'escala de Mohs es troba entre 4 i 5.
Segons la classificació de Nickel-Strunz, la gatumbaïta pertany a «08.DJ: Fosfats, etc, amb cations de mida mitjana i gran, (OH, etc.):RO₄ = 1:1» juntament amb els següents minerals: johnwalkita, olmsteadita, camgasita, fosfofibrita, meurigita-K, meurigita-Na, jungita, wycheproofita, ercitita, mrazekita i attikaïta.

## Formació i jaciments
Va ser descoberta a Ruanda, concretament a la pegmatita de Buranga, situada al districte de Ngororero, dins la província de l'Oest. També ha estat descrita al Japó, Austràlia, els Estats Units, Suècia i Txèquia.